# Croton yangchunensis
Croton yangchunensis är en törelväxtart som beskrevs av H.G.Ye och Nian He Xia. Croton yangchunensis ingår i släktet Croton och familjen törelväxter. Inga underarter finns listade i Catalogue of Life.